# Gymnoproctus rammei
Gymnoproctus rammei is een rechtvleugelig insect uit de familie sabelsprinkhanen (Tettigoniidae). De wetenschappelijke naam van deze soort is voor het eerst geldig gepubliceerd in 1941 door Weidner.